# رژونیتسه
رژونیتسه (به لاتین: Řevnice) یک شهر در جمهوری چک است که در Prague-West District واقع شده‌است. رژونیتسه ۳٬۳۳۸ نفر جمعیت دارد.